# Mulgund
Mulgund é uma panchayat (vila) no distrito de Gadag, no estado indiano de Karnataka.

## Geografia
Mulgund está localizada a 15° 15′ N, 75° 32′ L. Tem uma altitude média de 675 metros (2214 pés).

## Demografia
Segundo o censo de 2001, Mulgund tinha uma população de 18 077 habitantes. Os indivíduos do sexo masculino constituem 51% da população e os do sexo feminino 49%. Mulgund tem uma taxa de literacia de 53%, inferior à média nacional de 59,5%: a literacia no sexo masculino é de 63% e no sexo feminino é de 42%. Em Mulgund, 15% da população está abaixo dos 6 anos de idade.